# Peine de mort en Thaïlande
En Thaïlande, la peine de mort constitue le châtiment suprême dans ce pays. Jusqu'en 1935, elle s'exécutait par décapitation, puis de 1935 à 2003 par fusillade. De 1935 à 2002, 318 exécutions ont été recensées, dont 52 hommes et 3 femmes à partir de 1984. Le pays avait cessé les exécutions en 1987, puis les a reprises en 1996. Depuis 2003, la méthode d'exécution officielle du Royaume est devenue l'injection létale qui a depuis été utilisée six fois. 4 exécutions avaient eu lieu en 2003, puis après une pause de six ans le gouvernement a conduit deux exécutions supplémentaires le 24 août 2009.La dernière exécution a eu lieu le 18 juin 2018 . De nombreuses organisations non gouvernementales, comme Amnesty International Thailand, condamnent cette pratique et exhortent la Thaïlande d'abroger la peine de mort.
Les hommes condamnés à mort sont tous incarcérés et exécutés à la prison de Bangkwang (en) (plus connue sous le nom de Bangkok Hilton). La peine de mort est appliquée dans les cas les plus graves de meurtre et de trafic de drogue. Les juges sont enclins à la clémence lorsque l'accusé reconnait les faits et ne demande pas l'acquittement,. En décembre 2019, 312 personnes se trouvaient dans le couloir de la mort. Les exécutions sont le fruit d'un ordre du bureau du premier ministre après rejet de la grâce royale.

## Exécutions depuis 1932
| Criminel               | Date             | Méthode(s)       | Crime(s) | Présidence          |
| ---------------------- | ---------------- | ---------------- | --- | ------------------- |
| Cheep Rodkaew          | 30 octobre 2001  | fusillade        | Un tireur à gages tue un enseignant dans le village de Pathum Thong, province de Pathum Thani. | Thaksin Shinawatra  |
| Thawin Mansan          | 24 avril 2002    | fusillade        | Il a assassiné son beau-père et sa belle-sœur, soit 3 personnes au total, avec un couteau et a également utilisé un couteau pour couper la tête de sa femme. Mais sa femme a survécu. L'incident s'est produit dans le district de Nangrong en 1999.                                    | Thaksin Shinawatra  |
| Surakit Limcharoenwong | 24 avril 2002    | fusillade        | Un ancien policier du poste de police de Din Daeng qui, avec Thawatchai Hengpatthana ou Lek Lamtakong et six autres personnes, a kidnappé un associé dans une entreprise de trafic d'êtres humains et un proche confident pour les tuer et faire incinérer le corps à Khao Yai en 1993. | Thaksin Shinawatra  |
| Jai Sang-or            | 24 avril 2002    | fusillade        | Trafic de drogue en 1997. | Thaksin Shinawatra  |
| Kulchanok Inthesarat   | 24 avril 2002    | fusillade        | Trafic de drogue en 1997. | Thaksin Shinawatra  |
| Netnoi Sangkid         | 24 avril 2002    | fusillade        | Trafic de drogue en 1997. | Thaksin Shinawatra  |
| Suchat Nakchatri       | 28 juin 2002     | fusillade        | A abattu M. Ian Malai, un parent éloigné, avec un fusil de chasse. En raison du conflit sur le jeu haut-bas dans le district de Ron Phibun en 1996 | Thaksin Shinawatra  |
| Kong Suphan            | 28 juin 2002     | fusillade        | Tué un otage lors d'un incident de prise d'otages dans la forêt de Chong Chok. Province de Surin en 1996 | Thaksin Shinawatra  |
| Winai Nakphan          | 28 juin 2002     | fusillade        | Le tireur à gages qui a tiré sur M. Karuna L'amour est honnête jusqu'à ce qu'il soit blessé. et a tiré sur Nang Usa Servir jusqu'à la mort Alors que les deux conduisaient dans le district de Kanchanadit en 1997                                                                      | Thaksin Shinawatra  |
| Usope Muangleng        | 3 juillet 2002   | fusillade        | Un célèbre tireur à gages du Sud qui a commis le meurtre de M. Surachai Ungkusonmongkol dans le magasin de Surachai dans le sous-district de Ban Na, district de Chana, province de Songkhla, le 18 mai 1997.                                                                           | Thaksin Shinawatra  |
| Somkliang Soiplai      | 3 septembre 2002 | fusillade        | Siriwan Soiplai, 10 ans, a été violée et assassinée, puis elle a pendu son corps à un arbre. dont Siriwan est sa fille dans la province de Kamphaeng Phet en 2000 | Thaksin Shinawatra  |
| Sudjai Chana           | 11 décembre 2002 | fusillade        | Le meurtre d'Atip Bunruam, le mari de son beau-fils dans une plantation d'hévéas du Amphoe Thung Tako en 1998, était dû à son mécontentement à l'idée que son beau-fils devienne l'épouse secrète de Sudjai. Va épouser Atip                                                            | Thaksin Shinawatra  |
| Boonlue Nakprasit      | 12 décembre 2003 | Injection létale | Trafic de drogue en 1998 | Thaksin Shinawatra  |
| Panthapong Sinthusung  | 12 décembre 2003 | Injection létale | Trafic de drogue en 1998 | Thaksin Shinawatra  |
| Wibul Panasutha        | 12 décembre 2003 | Injection létale | Trafic de drogue en 1998 | Thaksin Shinawatra  |
| Panom Thongchanglek    | 12 décembre 2003 | Injection létale | Le tireur à gages qui a tiré sur Saengchai Thongchua jusqu'à sa mort dans le district de Sawi en 1999 | Thaksin Shinawatra  |
| Jirawat Poompreuk      | 24 août 2009     | Injection létale | Trafic de drogue en 2001. | Aphisit Wetchachiwa |
| Bundit Jaroenwanit     | 24 août 2009     | Injection létale | Trafic de drogue en 2001. | Aphisit Wetchachiwa |
| Theerasak Longji       | 18 juin 2018     | Injection létale | Meurtre en 2012 d'un adolescent en le poignardant pour lui voler son portable. | Prayut Chan-o-cha   |